# Нюбъри
Вижте пояснителната страница за други значения на Нюбъри.
Нюбъри (на английски: Newbury) е град в югозападната част на област (графство) Бъркшър, регион Югоизточна Англия. Той е административен център на община Западен Бъркшър. Населението на града към 2001 година е 32 675 жители.
Нюбъри е известен със своята писта за конни надбягвания, както и с бившата военновъздушна база „Грийнъм Комън“, затворена през 1993 година, след края на т.нар. студена война. Архитектурата на централната част е богата на сгради от 17-и и 18 век.

## География
Нюбъри е разположен по поречието на река Кенет, която протича през централната част на града и е приток на река Темза. През северните части на града, преминава по-малката река Ламбърн, която се влива в Кенет в източния край на Нюбъри. В непосредствена близост в южна посока, преминава границата на общината с графство Хампшър, дефинирана от река Емборн.
Нюбъри е разделен на 7 района (квартали). Това са: Фолкланд, Сейнт Джонс, Пайл Хил, Виктория, Норткрофт, Брумел Гроув и Клей Хил. В източна посока, градът почти се слива със седния Татчам. Двата града, заедно с няколко прилежащи села, образуват обща урбанизирана територия с население около 60 000 жители.
Най-големият град в графството – Рединг, отстои на около 25 километра в източно направление, а на около 60 километра в същото направление започват западните части на метрополиса Голям Лондон.

## Транспорт
Две важни автомагистрални трасета преминават в района на града. По западната тангента на Нюбъри, в посока север-юг, преминава магистралния път А34, който свързва южното пристанище Саутхамптън с културно-образователния център Оксфорд. На около 4 километра северно от града се намира пътния възел с Автомагистрала М4, обслужваща един от най-важните транспортни коридори в кралството, преминаващ по направлението изток-запад и свързващ столицата Лондон с агломерацията на Бристъл и урбанизираните територии на южен Уелс при градовете Кардиф и Суонзи.

## Личности
- Родени в Нюбъри
  - Ричард Адамс (р. 1920), писател
  - Джордж Хърбърт Карнарвън (1866-1923), археолог